# Simulium admixtum
Simulium admixtum är en tvåvingeart som beskrevs av Craig 1987. Simulium admixtum ingår i släktet Simulium och familjen knott. Inga underarter finns listade i Catalogue of Life.